# Charlotte (dessert)

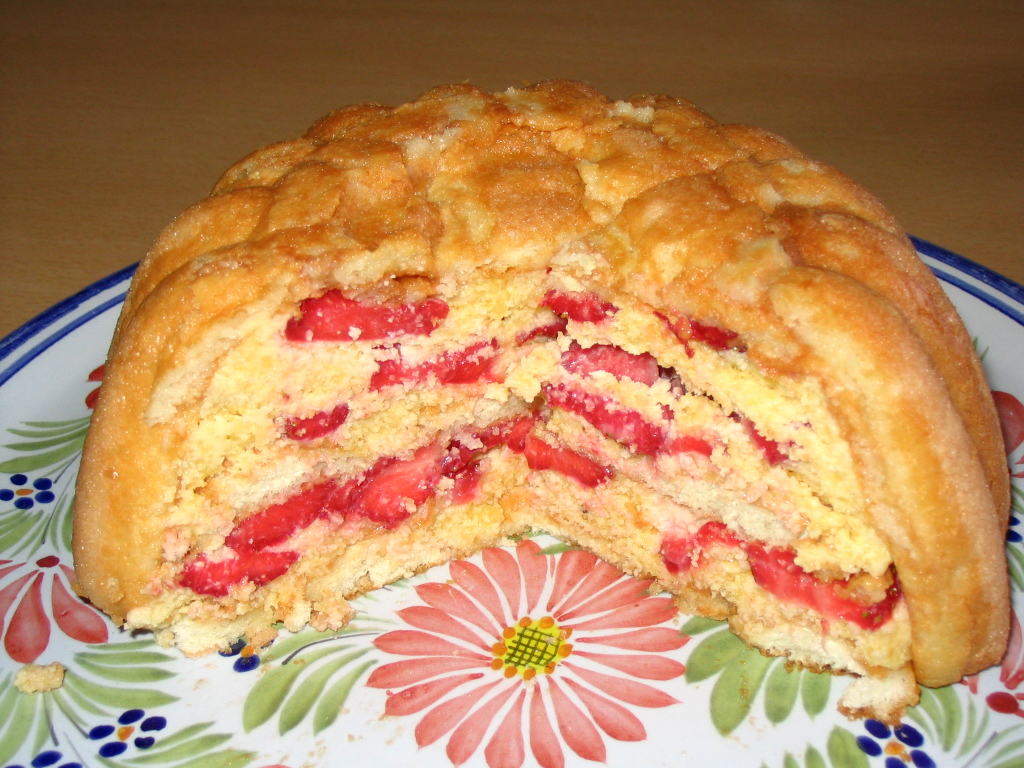
Charlotte met aardbeien

Charlotte is een warm of koud nagerecht dat bestaat uit pudding of fruitpuree bedekt met een laag brood, koek of cake. Tegenwoordig is brood minder gebruikelijk en kiest men vaak voor cake of lange vingers. Ook wordt wel ijs voor de vulling gebruikt.
Een bekende variant is de charlotte russe, die waarschijnlijk in Frankrijk is ontstaan. De naam Charlotte zou verwijzen naar de Britse prinses Charlotte uit het begin van de negentiende eeuw. Het gerecht wordt gemaakt met bavarois/room en lange vingers en wordt koud geserveerd.
Anderen menen dat de term veel ouder is en ten minste stamt uit de 15e eeuw. Charlotte zou afgeleid zijn van het oud-Engelse woord 'charlyt', wat gerecht van custard betekent.